# 君士坦丁堡圣母堂 (那不勒斯)

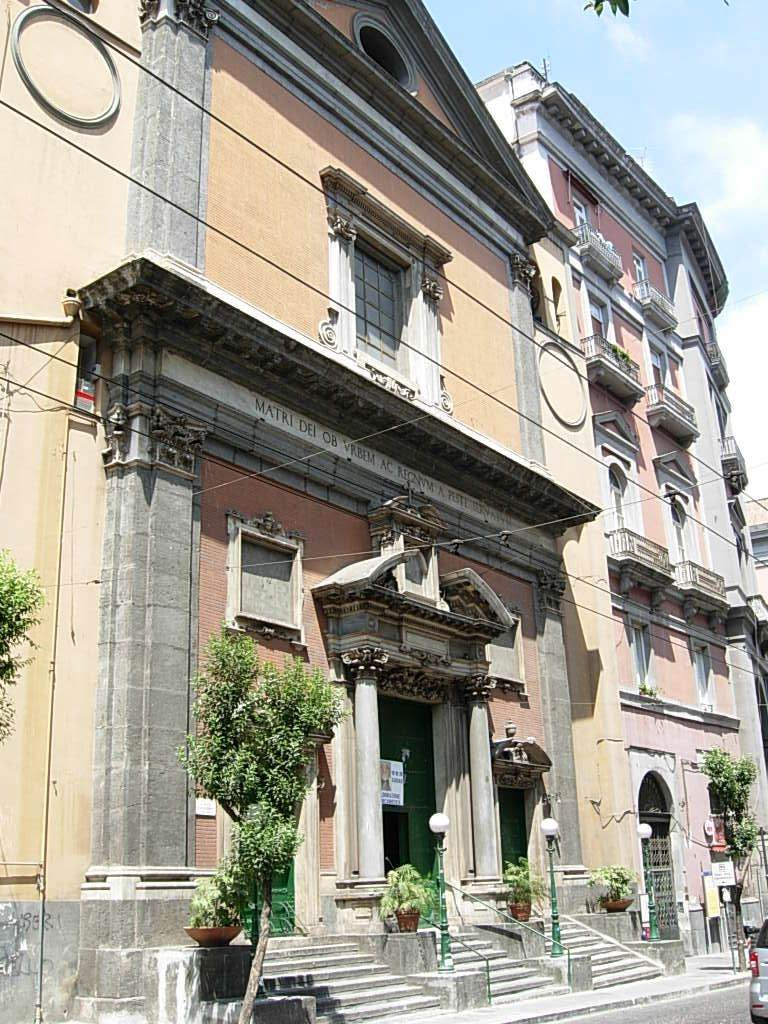
Facade.

君士坦丁堡圣母堂（Chiesa di Santa Maria di Costantinopoli）是意大利南部城市那不勒斯的一座16世纪教堂，位于同名街道上。
该堂供奉君士坦丁堡圣母。在1527-1528年，频繁袭击的鼠疫困扰着城市，这时，圣母站立在一面墙壁上向一位老人显灵，要求在此兴建一座教堂。
工程始于1575年，1601年完成。立面在1633年完成。该堂有一个通廊，两个侧廊，两侧分别有五个小堂。
后殿的壁画描绘圣母与圣若翰恳求三位一体让瘟疫离开那不勒斯。